# Zoo zéro
Pour plus de détails, voir Fiche technique et Distribution.
Zoo zéro est un film français écrit et réalisé par Alain Fleischer, sorti en 1979.

## Synopsis
Au cabaret « L'Arche de Noé », Eva chante face à un public dissimulée derrière des têtes d'animaux.

## Fiche technique
- Titre : Zoo zéro
- Réalisation : Alain Fleischer
- Directeur de la photographie : Bruno Nuytten
- Assistante réalisatrice : Claire Denis
- Son : Dominique Hennequin
- Costumes : Valérie Ricquebourg
- Décors : Geoffroy Larcher
- Montage : Éric Pluet
- Production : François Barat
- Société(s) de production : Cinéma 9, Rush Productions
- Format : Couleur - 1,66:1 -  35 mm
- Pays d'origine :  France
- Genre : Science-fiction, drame
- Durée : 101 minutes
- Date de sortie : France, 9 mai 1979

## Distribution
- Catherine Jourdan : Eva, la chanteuse
- Klaus Kinski : Yavé, le directeur du zoo
- Pierre Clémenti : Ivo, le bègue
- Lisette Malidor : Ivy, l'androgyne
- Rufus : Yves, le chauffeur ventriloque
- Piéral : Uwe, l'imprésario
- Alida Valli : Yvonne, la mère
- Anthony Steffen : Évariste, le commissaire
- Christine Chappey : Yvette
- Jacky Belhassen : Yvon, le bruiteur
- Fabien Belhassen : Yvan, l'imitateur